# Wii Party
Wii Party (Wiiパーティ?) es un videojuego party desarrollado y distribuido por Nintendo para la consola de videojuegos Wii. Contiene bastantes elementos del sistema de juego de la serie Mario Party, otra franquicia de Nintendo. Asimismo, es el único videojuego de la serie Wii que Shigeru Miyamoto no produjo.
Fue lanzado en Japón el 8 de julio de 2010, en Estados Unidos el 3 de octubre de 2010, en Australia y Nueva Zelanda el 7 de octubre de 2010, y en Europa el 8 de octubre de 2010.

## Reparto
- Josh Millman como comentarista
- Nikki Rapp - voz de los Miis
- Kazumi Totaka - voz

## Doblaje
| Personaje    | Actor de Voz Original | Actor de Doblaje |
| ------------ | --------------------- | ---------------- |
| Comentarista | Josh Millman          | Carlos Pando     |

## Jugabilidad
Wii Party presenta 13 modos diferentes de juego, divididos en tres categorías: Juegos de fiesta, Fiesta en casa y Juegos en Pareja. La mayoría de los modos de juego integran el uso de 80 minijuegos de Wii Party. El juego también ofrece modos adicionales que hacen el uso exclusivo de los minijuegos.
Juegos de Fiesta son juegos en los que cuatro jugadores compiten unos contra otros. Dos de los modos en esta categoría, "Isla Aventura" y "Gira Mundial", son similares a un juego de mesa tradicional: un jugador lanza un dado y avanza el número indicado de pasos (los personajes Mii se utilizan como piezas de juego de los jugadores). Al principio de cada ronda, un minijuego se juega, proporcionando a los jugadores una ventaja en el tablero de juego, como un dado de bonificación o dinero. En "Isla Aventura", el primer jugador en llegar a la meta gana, y en "Gira Mundial", que es muy similar a la jugabilidad de Mario Party, los jugadores viajan alrededor de la Tierra a destinos específicos, tales como la India, Egipto o los Estados Unidos, para comprar fotografías de acuerdo a los monumentos relevantes, artículos de compra o de cocina - el jugador con la mayor cantidad de fotografías y dinero gana al finalizar el juego.
Fiesta en Casa son actividades que se centran en las interacciones físicas de los jugadores con el mando Wii, que requieren dos o más jugadores.
Juegos en pareja están diseñados para jugar con sólo dos jugadores, ya sea en modo cooperativo o competitivo.

## Recepción
La recepción de Wii Party fue generalmente favorable, con una puntuación promedio de Metacritic de 70%. GameSpot le dio una puntuación de 8 sobre 10, destacando la variedad de minijuegos y modos de juego. Este último también añadió que el modo multijugador "es un estallido" y comentó que Wii Party es "más rápido y mejor" que Mario Party. Nintendo World Report también le dio una puntición de 8/10, citando que "Una queja común hacia Mario Party es que tiene muchas cosas que retardan la interactividad, como múltiples trampas en una mesa de juego y esperar a que un jugador termine su turno. Wii Party omite esto mediante la velocidad del sistema de juego". IGN le calificó con un 7/10, criticando los gráficos diciendo, a pesar de ser luminosos y coloridos, que "no son tan bonitos", pero apreciaron a Nintendo al hacer un buen trabajo por permitir a los jugadores seguir las instrucciones para cumplir objetivos. GameTrailers le dio al juego una calificación total de 7.9, manifestando que "A pesar de unos cuantos modos sin fondos y algunos problemas de control de menor importancia, no hay mucha falla".